# Шагалин, Василий Яковлевич
Василий Яковлевич Шагалин (5 апреля 1914 — 6 октября 1980) — советский партийный и государственный деятель.

## Биография
Родился в деревне Улитино Павлово-Посадского района Московской области в семье крестьянина.
Учился в семилетней школе, на рабфаке, а затем — в учительском институте в г. Павловский Посад.
По окончании института с 1934 года работал там же учителем математики, затем — завучем и директором учебного комбината на фабрике, находился на комсомольской работе, возглавлял отдел подготовки кадров в Наркомате текстильной промышленности СССР.
Внес большой вклад в подготовку квалифицированных кадров рабочих для развивающейся легкой промышленности страны.
В 1940 году В. Я. Шагалин вступил в коммунистическую партию. Во время Великой Отечественной войны Василий Яковлевич Шагалин добровольцем вступил в народное ополчение столицы и стал парторгом роты Ленинской дивизии народного ополчения.
После разгрома германских войск под Москвой был отозван из армии и направлен на партийную работу сначала в Ленинский райком г. Москвы, затем в аппарат ЦК КПСС, где проработал более тридцати пяти лет.

## Награды
- 2 ордена Трудового Красного Знамени
- Медаль «За оборону Москвы»
- Медаль «За победу над Германией в Великой Отечественной войне 1941—1945 гг.»

## Информация
- «Правда». 1980, 10 октября
- Аппарат ЦК ВКП(б): структура, функции, кадры: [10 июля] 1948 — [5 октября] 1952: справочник / Зеленов М. Ю.; под редакцией Басаргиной Е. Ю. — Санкт-Петербург: Нестор-История, 2020. — 774, [1] с.: табл. — Библиогр.: с. 763—765. — ISBN 978-5-4469-1398-5 — 720.00.